# NGC 5084
NGC 5084 је лентикуларна галаксија у сазвежђу Девица која се налази на NGC листи објеката дубоког неба.
Деклинација објекта је - 21° 49' 39" а ректасцензија 13h 20m 16,7s. Привидна величина (магнитуда) објекта NGC 5084 износи 10,5 а фотографска магнитуда 11,5. Налази се на удаљености од 26,4000 милиона парсека од Сунца. NGC 5084 је још познат и под ознакама ESO 576-33, MCG -4-32-4, PGC 46525.